# Speocropia chromatica
Speocropia chromatica là một loài bướm đêm trong họ Noctuidae.